# Terukazu Tanaka
Terukazu Tanaka (田中 輝和 Tanaka Terukazu?), född 14 juli 1985 i Osaka prefektur, är en japansk före detta fotbollsspelare.
Tanaka började sin karriär 2004 i Omiya Ardija. Efter Omiya Ardija spelade han för Yokohama FC och Sagan Tosu.